# Heteferes I
Heteferes I je bila kraljica staroga Egipta tokom četvrte dinastije.

## Život
Faraon Huni je imao dve žene - Đefatnebti i Meresankh I. Sa Đefatnebti je bio otac Heteferes I, a sa Meresankh Snefrua. Snefru se oženio svojom polusestrom kako bi postao vladar. Imali su ćerku Heteferes i sina Keopsa, graditelja Velike piramide. 
Heteferes II je bila ćerka Keopsa i unuka Heteferes I. 